# Thallarcha punctulata
Thallarcha punctulata là một loài bướm đêm thuộc phân họ Arctiinae, họ Erebidae.